# Tình quê
Tình quê là bài thơ do thi sĩ Hàn Mặc Tử sáng tác, nằm trong tập thơ Gái quê, được xuất bản vào năm 1936. Cùng với Đây thôn Vĩ Dạ, Mùa xuân chín,... đây là thi phẩm đầy thơ mộng viết về cảnh quê, tình quê của Hàn Mặc Tử.

## Giới thiệu
Năm 1936, Hàn Mặc Tử cho xuất bản tập thơ đầu tiên Gái quê, lúc đầu định tặng Hoàng Cúc (người con gái đã khơi nguồn cảm hứng cho thi sĩ làm bài thơ "Đây thôn Vĩ Dạ"), nhưng sau sợ có điều bất tiện nên thôi. Đây là tập thơ đánh dấu sự chuyển hướng của "nhà thơ Đường luật Hàn Mặc Tử". Và, sau khi tập thơ này ra đời, tức cuối năm 1936, Hàn Mặc Tử bắt đầu thấy dấu hiệu của chứng bệnh phong, là một bệnh bất trị lúc bấy giờ.
Nói về bài thơ "Tình quê", Từ điển văn học (bộ mới) có đoạn: 
Bài "Tình quê", thể thơ năm chữ độc vận, cảm xúc trong trẻo, nhạc điệu đặc biệt du dương, diễn tả nỗi niềm chờ đợi bâng khuâng, ngậm ngùi da diết .

## Trích nhận xét
- Nhà nghiên cứu văn học Vũ Ngọc Phan:

Bài "Tình quê" tỏ ra ông có một hồn thơ thật là đầy đủ. Hãy nghe bài "Tình quê" để thưởng thức lấy cái nhạc điệu êm ái và những lời rất ý nhị, nhẹ nhàng...
- Nhà văn Trần Thanh Mại:

Bao nhiêu hình ảnh trong tập "Gái quê" đều là những hình ảnh mơ mộng, êm ái như những sợi tơ trời về mùa thu bay lưởng vưởng giữa đồng không bát ngát, và người con trai trong tập thơ làm những cử chỉ tưởng tượng nhiều hơn thiết thực...Đọc những bài thơ trong ấy, mà bài "Tình quê" là một ví dụ, người ta có cái cảm giác sống một đời xưa cổ an nhàn, một đời mà theo lời của ông Hoài Thanh "trời đất còn mênh mông hơn bây giờ, mà mỗi lần người đi xa về là hàng xóm leo tường xem mặt và đốt đuốc nói chuyện thâu đêm."
- Thi sĩ Quách Tấn:

Tập "Gái quê" của Tử (Hàn Mặc Tử) phần nhiều mới ở tình tứ và hơi văn. Về hình thức thì Tử chỉ bỏ sự đối chọi và sự hạn câu của luật Đường. Còn thể thơ và âm điệu thì vẫn giữ, ví dụ như bài "Bẽn lẽn" làm theo thể thất ngôn, và "Tình quê" làm theo thể ngũ ngôn. Hai bài đều tỏa ra một không khí êm dịu mơ màng. Tình trong "Tình quê" nhẹ nhàng nhưng thắm thía. Tứ trong "Bẽn lẽn" mới và bạo. Nhưng cả hai đều giữ tánh chất Á Đông và cách dùng chữ vẫn còn ở trong khuôn khổ...
Hai bài trên cùng những bài khác trong tập "Gái quê", hầu hết đều có giá trị: lời thơ êm đềm, nhạc thơ du dương, hình ảnh mơ màng có, lộng lẫy có...Thơ rung cảm người đọc một cách dịu dàng phơn phớt như ngọn gió thu lướt qua bờ thu...